# Calumet City
Calumet City [ˈkaljəˌmet ˈsɪti] ist eine Stadt im Cook County im Nordosten des amerikanischen Bundesstaates Illinois. Die Stadt grenzt im Osten an den Bundesstaat Indiana; im Norden liegt in fünf Kilometer Entfernung die Küste des Lake Michigan. Das Zentrum von Chicago, zu dessen Metropolregion Calumet City gehört, befindet sich 30 Kilometer nordwestlich der Stadt, die komplett von besiedeltem Gebiet umgeben ist. 2020 hatte Calumet City 36.033 Einwohner.
Die erste Besiedlung des Stadtgebiets durch deutsch- und polnischstämmige Einwanderer fand ab Mitte des 19. Jahrhunderts statt. 1893 wurde der so entstehende Ort unter dem Namen West Hammond offiziell gegründet. In der Zeit der Prohibition wurde die Stadt – begünstigt durch ihre Lage an der Bundesstaatsgrenze – zum Zentrum von Alkoholschmuggel und -konsum, Glücksspiel und Prostitution. 1923 wurde die Stadt in Calumet City umbenannt, um das Image als Sin City („Sündenstadt“) abzuschütteln. Abseits des ausgedehnten Rotlichtviertels behielt sie den Charakter einer Arbeiterstadt, deren Bewohner in den umliegenden Stahlwerken und Raffinerien arbeiteten. Mit dem Niedergang dieser Industrien kam es seit den 1970er Jahren zu einer erheblichen Veränderung in der Zusammensetzung der vormals fast ausschließlich weißen Bevölkerung, deren Anteil bis 2010 auf 13 % sank, während der Anteil der schwarzen Bevölkerung auf 70 % stieg.

## Geografie

### Lage und Topografie
Die Ostgrenze von Calumet City wird durch die schnurgerade, in Nord-Süd-Richtung verlaufende Bundesstaatsgrenze zwischen Illinois und Indiana gebildet, die an dieser Stelle gleichzeitig Stadtgrenze zu Hammond ist.
Weiter im Uhrzeigersinn sind die Nachbarorte im Süden Lansing, dann im Südwesten und Westen South Holland, im Nordwesten Dolton und ganz im Norden Chicago. Nordöstliche Nachbargemeinde ist Burnham, das wiederum an Hammond anschließt.
Die südliche Stadtgrenze zu Lansing wird größtenteils durch den Little Calumet River gebildet und ist dadurch unregelmäßig geformt. Der Little Calumet fließt Richtung Westen in den Cal-Sag Channel und ist an der Stadtgrenze um die zehn Meter breit. Wie bei allen Flüssen und Kanälen der Gegend treten ob des geringen Gefälles und der Schleusen keine hohen Fließgeschwindigkeiten auf. Die Belastung der Fließgewässer durch die Umwelt ist teils sehr hoch.

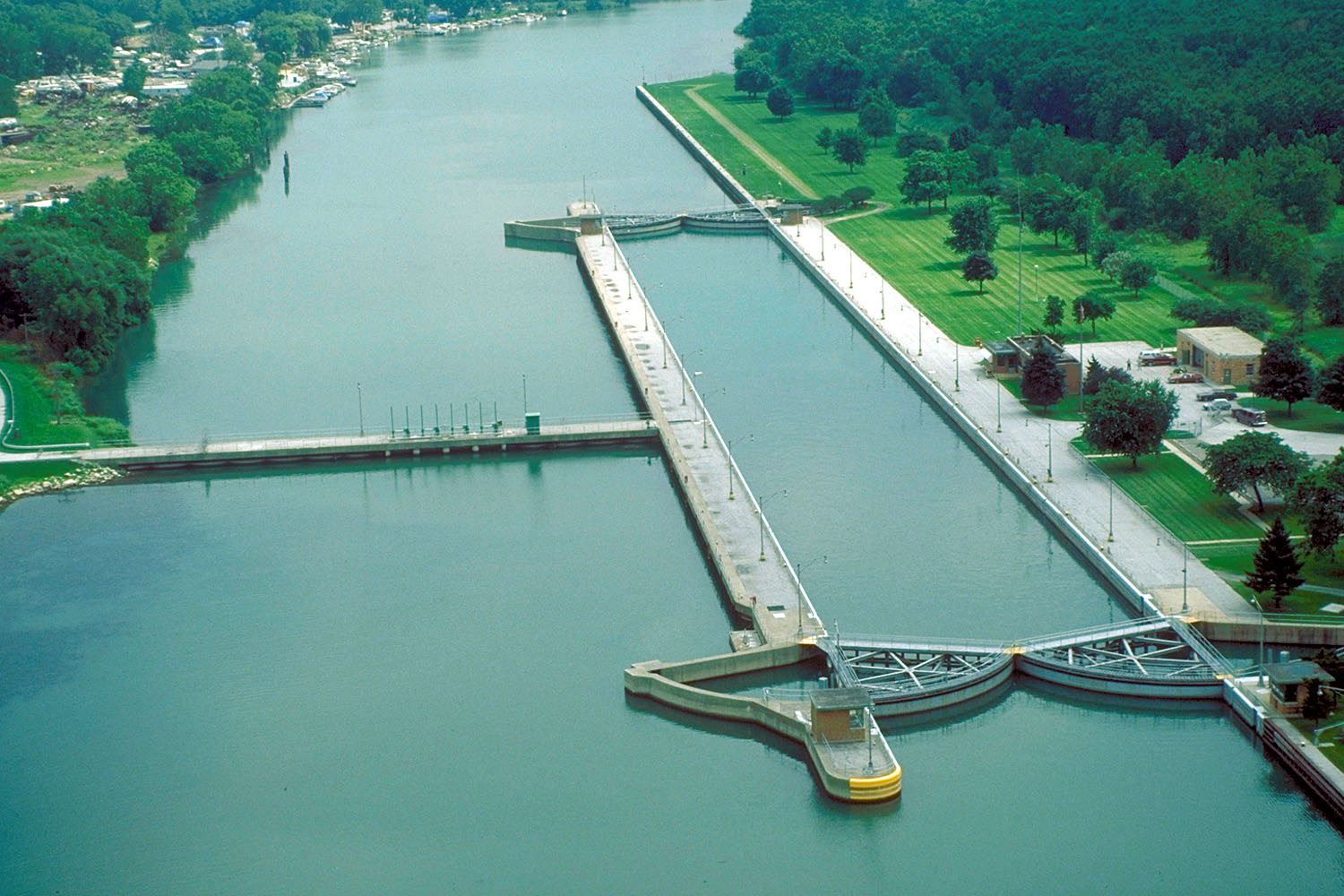
Calumet River, T.J.-O'Brien-Damm und -Schleuse von Norden aus gesehen, rechts die Deponie, an der Flussbiegung beginnt Calumet City.

An der nordöstlichen Grenze zu Chicago fließt der hier etwa 150 Meter breite Calumet River mit einer Fluss-Schlaufe über das Gebiet von Calumet City. Das nördlich des Flusses von Fluss-Schlaufe und Bishop Ford Freeway eingeschlossene Gebiet gehört bis zur Höhe der 138th Street zu Calumet City und wird als Deponie für Industrieabfälle und Hausmüll benutzt. Betreiber des CWM CID landfill ist Chemical Waste Management Inc. (CWM), die Deponiegesellschaft ist Calumet Industrial Development Corp. (CID). Die Deponie liegt teils auf dem Gebiet von Calumet City, teils auf dem Gebiet von Chicago. Etwa 600 Meter nördlich der Stadtgrenze wird der Calumet River durch den T.J.-O'Brien-Damm abgetrennt, der das Wassersystem des Lake Michigan bei Sturm und Überschwemmungen vor kontaminierten Abflüssen aus dem Calumet-River-System schützen soll. Der Damm ist mit einer Schleuse der Dimension 305 × 33 m ausgestattet und erlaubt das Passieren von Schubverbänden mit bis zu 14 Leichtern.
Die nordöstliche Grenze zu Burnham bildet teilweise der Grand Calumet River, hier keine acht Meter breit.
Die westliche Stadtgrenze zu Dolton verläuft am Bishop Ford Freeway (Interstate 94), weiter südlich ist der Verlauf der westlichen Stadtgrenze zu South Holland durch den Einschnitt der Sand Ridge Prairie Nature Reserve unregelmäßiger. Das geschützte Präriegebiet ist ein Teil der Cook County Forest Preserve. Das Naturgebiet ist ungefähr 1,5 × 1,5 km groß und bildet zusammen mit dem östlich gelegenen Friedhof Holy Cross Cemetery und dem anschließenden Calumet Park und Wentworth Woods einen Grüngürtel durch das Stadtgebiet.

### Geologie
Der tiefe Untergrund von Calumet City wird vorwiegend von präkambrischen und paläozoischen Gesteinen des Kambriums bis Silurs gebildet. Die etwa 1000 m mächtigen paläozoischen Gesteine bestehen vorwiegend aus Karbonatgesteinen (Kalkstein und Dolomit) sowie im oberen Bereich aus oberkarbonischen Schiefern. Eine entscheidende Überprägung der Morphologie erfuhr die Gegend im Quartär. Mehrere Gletschervorstöße hinterließen im Stadtgebiet mächtige Sedimentablagerungen im Bereich von Grund- und Endmoränen. Die jüngsten Ablagerungen stellen die glazio-lakustrinen Sedimente der Chicago Lake Plain dar, die den nordöstlichen Teil des Upper Illinois River Basin („Oberes Illinois Flussbecken“) bilden. Die quartären Ablagerungen werden überwiegend durch Bändertone, Schluffe und Sande aufgebaut, in die einzelnen Kiesbänke und Lokalmoränen eingelagert sind. Diese Sedimente bilden einen Teil eines wichtigen Grundwasserreservoirs, das den Großraum Chicago mit Trinkwasser versorgt.

### Klima
Die Stadt liegt in der kontinental-warmgemäßigten Klimazone (Köppen-Klassifikation Dfa), die durch kühle Winter und warme Sommer geprägt ist. Im Sommer fällt mehr Niederschlag als im Winter, wobei die Nähe des Lake Michigan das Klima mit Luftfeuchte und Winden prägt. Die durchschnittliche Tageshöchsttemperatur beträgt im Sommer 27 bis 28 Grad Celsius, im Winter liegt die durchschnittliche Tagestiefsttemperatur bei −7 bis −10 Grad Celsius. Die jährliche Niederschlagsmenge beträgt im Mittel 967 Millimeter.
|                       | Jan   | Feb  | Mär  | Apr  | Mai   | Jun   | Jul   | Aug  | Sep  | Okt  | Nov  | Dez  |   |       |
| Mittl. Tagesmax. (°C) | −1,1  | 1,7  | 7,8  | 15,0 | 21,1  | 26,7  | 28,3  | 27,8 | 24,4 | 17,2 | 8,9  | 1,7  | ⌀ | 15    |
| Mittl. Tagesmin. (°C) | −10,0 | −7,2 | −1,7 | 3,9  | 10,0  | 15,6  | 17,8  | 17,2 | 12,8 | 6,1  | 0,6  | −6,1 | ⌀ | 5     |
|                       |       |      |      |      |       |       |       |      |      |      |      |      |   |       |
| Niederschlag (mm)     | 43,2  | 40,6 | 68,6 | 96,5 | 104,1 | 114,3 | 101,6 | 96,5 | 81,3 | 73,7 | 81,0 | 66,0 | Σ | 967,4 |

| −10,0 |

| −7,2 |

| −1,7 |

| 3,9 |

| 10,0 |

| 15,6 |

| 17,8 |

| 17,2 |

| 12,8 |

| 6,1 |

| 0,6 |

| −6,1 |

| −10,0 |

| −7,2 |

| −1,7 |

| 3,9 |

| 10,0 |

| 15,6 |

| 17,8 |

| 17,2 |

| 12,8 |

| 6,1 |

| 0,6 |

| −6,1 |

## Geschichte

### Vorgeschichte und Besiedlung des heutigen Stadtgebiets bis 1893
Im Gebiet des heutigen Calumet City wurden Pfeilspitzen und andere auf die Zeit vor der europäischen Besiedlung datierte Spuren gefunden, die auf eine mindestens zeitweilige Gegenwart von Indianern schließen lassen. Beim Sand Ridge Nature Center an der heutigen Paxton Avenue befand sich eine indianische „chipping station“; dort wurden mittels Schlagtechniken steinerne Pfeilspitzen hergestellt. Das Gebiet ist ein natürlicher Durchgangspunkt für Fußwege zur südlichen Umgehung des Lake Michigan, da die High Tolleston Shoreline hier verläuft. Nordöstlich dieser Linie zum Lake Michigan hin ist das Gebiet durch Dünen, Sümpfe und Bodenwellen, die in rechtem Winkel zum Seeufer verlaufen, nur schwer passierbar. Der historische Fußweg verläuft nahe der High Tolleston Shoreline und entspricht in etwa der heutigen Michigan City Road. Im Gebiet des Calumet River, der die Stadt durchfließt und ihr den Namen gab, lebten vor der Ankunft der Europäer die Miami, die Anfang des 19. Jahrhunderts von den Potawatomi verdrängt wurden, die ihrerseits von den Weißen aus ihren Siedlungsgebieten im östlichen Michigan verdrängt worden waren. Auch Ottawa kamen in das Gebiet.
Die ersten europäischen Siedler auf dem heutigen Stadtgebiet waren Deutsche: Hans und Louise Schrum aus Hamburg siedelten 1863 im Süden des heutigen Stadtgebiets direkt an der Grenze zu Indiana und richteten dort ihre Farm ein. Weitere deutsche Einwanderer folgten, die entstehende Siedlung wurde nach der Siedlerfamilie Schrumville genannt. Auf ihrem Farmgelände betrieb die Familie Schrum später eine Molkerei (Calumet Dairy) und einen Betrieb zur Herstellung von sauren Gurken (Schrum Pickle Works), welcher bis 1973 bestand. Die Calumet City Historical Society hat das Blockhaus der Familie bewahrt, es wurde aber von seinem ursprünglichen Standpunkt versetzt. 1868 wurde östlich der Farm der Schrums – im bald darauf nach den Unternehmensgründern Hammond benannten Ort im Nachbarstaat Indiana – der Schlachthof G. H. Hammond Meat Packing Plant gegründet. Die Arbeitsmöglichkeiten im Schlachthof zogen viele deutsche Einwanderer an. Manche dieser Arbeiter ließen sich westlich der Illinois-Indiana-Grenze nieder. Ihre Siedlung wurde West Hammond, Illinois genannt.
Ab Ende der 1880er Jahre kamen einige polnische Einwanderer in das Gebiet und ließen sich nahe der High Tolleston Shoreline nieder, heute die Gegend um die Pulaski Road. Im September 1890 kaufte ein Investoren-Syndikat unter Führung von Oliver Brooks unweit des Hammond-Schlachthofs 1,3 Mio. m² Land, um darauf eine Siedlung zu entwickeln und die Einzelgrundstücke gewinnbringend zu veräußern. Die Investition kostete das Syndikat 200.000 USD inklusive Planungs-, Rodungs- und Teilungs-Kosten, das entspricht 0,15 USD/m², heute ungefähr 5,34 USD/m². Im Januar 1891 war das Land in 36 Blöcke mit jeweils 48 Hausgrundstücken eingeteilt; insgesamt 1728 Grundstücke. Im Vergleich zu den seinerzeit nur 8000 Einwohnern von Hammond war das eine beachtliche Zahl und die bis dato größte Immobilienentwicklung in Chicago und Umgebung. Die Grundstücke wurden bewusst an polnischstämmige Einwanderer vermarktet. Um die Ansiedlung zu befördern, wurde ein polnischer Makler mit dem Vertrieb beauftragt und die Errichtung einer polnischen Kirche organisiert. Die erste Messe wurde dort 1892 gehalten. Der Ort hieß Sobieski Park, nach dem polnischen Feldherrn und Nationalhelden Sobieski. 1900 waren in der Neubausiedlung 234 polnische Familien ansässig, insgesamt etwa 1400 Personen.
Die ältesten beiden Kirchen im heutigen Calumet City spiegeln die deutsch-polnische Zusammensetzung der ersten Siedler wider: Die deutsche Gemeinde baute 1888 die lutheranische Kirche St. John und die polnische Gemeinde folgte 1891/1892 mit der katholischen Kirche St. Andrew.

### Von der Stadtgründung bis zum City-Status (1893–1911)
1893 hatten die drei Siedlungskerne Schrumville, West Hammond und Sobieski Park zusammen 500 Einwohner, dabei überwog die Zahl der Deutschstämmigen. Im selben Jahr erfolgte nach Zustimmung der Einwohner der Zusammenschluss des Gebiets als Village unter dem Namen West Hammond. 1898 eröffnete die erste Post. 1900 zählte West Hammond bereits 3000 Einwohner.
Im Oktober 1901 brannte die G.H. Hammond Meat Packing Plant in Hammond komplett aus. Zu dem Zeitpunkt lag dort die jährliche Verarbeitungskapazität bei mehr als 300.000 Stück Rind, auf einer Betriebsfläche von 120.000 m² arbeiteten vor dem Feuer mehr als 2000 Menschen. Der Fleischmagnat J. Ogden Armour erwarb daraufhin die Hammond-Holding, nachdem ein Anti-Trust-Gericht diesen Zusammenschluss jedoch verbot, schloss Ogden Armour den Schlachthof in Hammond komplett und konsolidierte den Betrieb in Chicago. Viele der 2000 Schlachthofarbeiter, die so ihren Arbeitsplatz verloren, lebten in West Hammond. Ein Teil von ihnen fand Beschäftigung in der Stärke-Fabrik Stein, Hirsh & Co, in der Druckerei von Bernard Burczyk sowie in der Brauerei West Hammond Brewing Company.
1907 wurde erstmals ein Mann polnischer Abstammung zum Bürgermeister („village president“) gewählt.

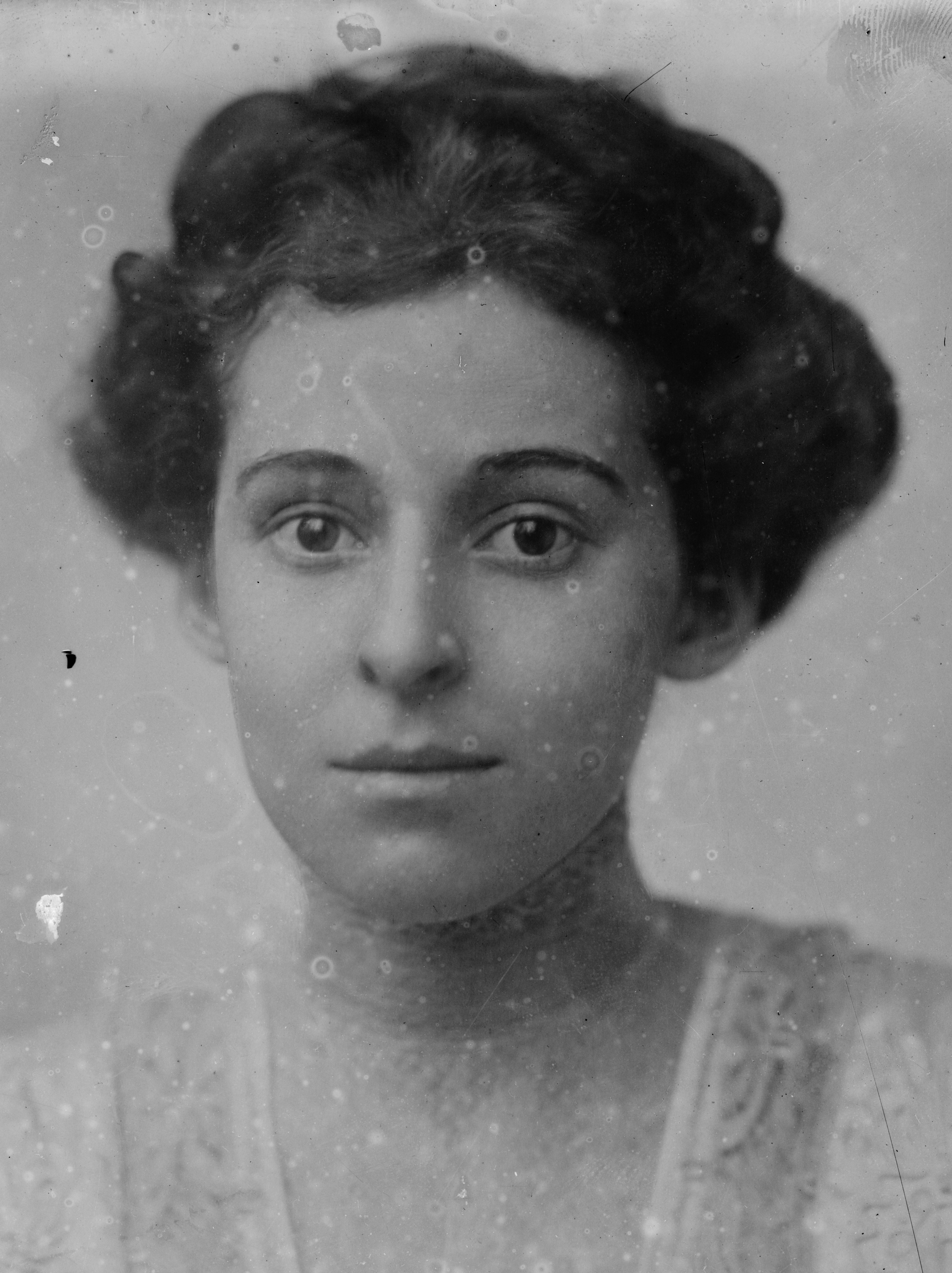
Virginia Brooks, genannt „Joan of Arc of West Hammond“

1910 unternahm Village-Präsident John Hessler den ersten Versuch, West Hammond den Status einer City zu geben. Neben der Möglichkeit der einfacheren Angliederung von umliegenden Gebieten und den daraus resultierenden Steuereinnahmen sprachen dafür aus Sicht der nicht-polnischen Politiker und Geschäftsleute vor allem die Unterschiede in der politischen Organisation zwischen Village und City. Die polnische Bevölkerung in West Hammond hatte inzwischen die klare Mehrheit. In einem Village würde nur ein Gemeinderat gewählt werden, der nach dem Mehrheitswahlrecht allein von Polen dominiert sein würde. In einer City würde es hingegen mehrere Wards geben, die je einen lokal gewählten Alderman in den Stadtrat entsenden würden. Die North Side von West Hammond war weiterhin deutsch dominiert; in einer City würden zumindest die nördlichen Wards für eine fortdauernde politische Machtbeteiligung der Deutschen und auch Iren sorgen. Zur Umwandlung in eine City wurde eine Abstimmung abgehalten, die zur Überraschung aller Beobachter nicht im Sinne von Hessler und dessen Unterstützern Samuel Markam und Tom Finneran ausging. Der City-Status wurde „durch ein Mädchen vereitelt“ („Thwarted by a Girl“), wie die Schlagzeile lautete. Das „Mädchen“ war die 24-jährige Virginia Brooks, Tochter und Erbin von Oliver Brooks, dem Immobilienentwickler von Sobieski Park. Nach dem Tod ihres Vaters war sie mit ihrer Mutter nach West Hammond gezogen, wo sie eine ganze Reihe von dessen noch nicht verkauften Grundstücken besaß. Für diese sollte sie eine Spezialsteuer in Höhe von 20.000 USD an den Ort zahlen, heute ungefähr 681.436 USD. Dort begann sie eine Kampagne gegen die City-Abstimmung, die aus ihrer Sicht zu noch höheren Steuern führen würde. Geschickt verkoppelte sie damit die Themen von Korruption und Ineffizienz in der Stadtverwaltung. In der Abstimmung 1910 gab es 161 Stimmen für den City-Status und 181 dagegen. Das machte Brooks – vor Einführung des Frauenwahlrechts in den USA und Illinois – zu einer regionalen Berühmtheit, die von den Zeitungen als „Joan of Arc of West Hammond“ gefeiert wurde. Brooks kämpfte publizitätsträchtig gegen Prostitution, unhygienische Verhältnisse, Alkohol und weitere „Sünden“, hielt darüber Vorträge und schrieb Bücher.
1911 wurde die Grenze von 5000 Einwohnern überschritten, und West Hammond erhielt nach einer vierten Abstimmung am 27. Dezember 1911 beginnend 1912 den Status einer City.

### West Hammond bis zur Umbenennung (1912–1924)

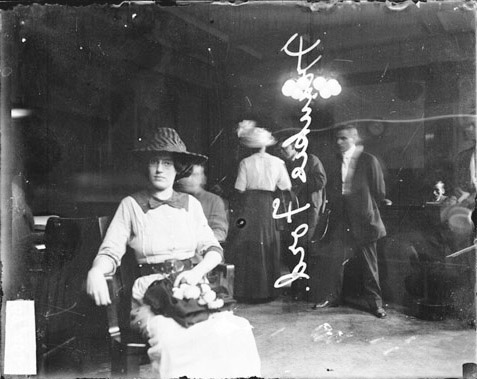
Verhör einer Frau durch die Sittenpolizei (West Hammond, 1912)

1920 hatte West Hammond 7492 Einwohner, die polnischstämmigen Bewohner bildeten nun klar die Mehrheit vor den Deutschen; Einwohner irischer Abstammung bildeten die drittstärkste Bevölkerungsgruppe.
Die Prohibition, die landesweit Anfang 1920 in Kraft trat, wurde in Indiana schon 1916 eingeführt. In Illinois und damit West Hammond, das durch Straßen und Zugverkehr leicht erreichbar direkt hinter der Bundesstaatsgrenze lag, galt das Alkoholverbot noch nicht. West Hammond entwickelte sich schnell zum beliebten Ort, um dem Alkoholgenuss weiter zu frönen und zog Besucher aus dem gesamten Nordwesten des „trockenen“ Indiana an. Die Hauptstraße des Ortes, State Street, bekam den Beinamen „The Strip“ und die ganze Stadt wurde bald „Sin City“ genannt. Nachdem vier Jahre später die Prohibition auch in Illinois galt, entwickelte sich West Hammond auf dieser Basis zum Zentrum des Alkoholschmuggels und anderer illegaler Aktivitäten, die größtenteils von der Mafia aus Chicago kontrolliert wurden, also dem Chicago Outfit. Zuerst waren es verschiedene kleine Gangstergruppen aus Chicago Heights, dann initiierte Al Capone 1923 einen „gang war“ und ließ diese Konkurrenten durch Mord ausschalten. Al Capone, der eine persönliche Fluchtwohnung in der Stadt unterhalten haben soll, ließ eine Reihe seiner Gangster in West Hammond wohnen, so dass die Bier-Lkw des Syndikats bis zu den Abnahmepunkten begleitet wurden.
1923 stimmten die Bürger in einer Abstimmung der Umbenennung ihrer Stadt in Calumet City zu; hauptsächlich um dem am Namen West Hammond haftenden Stigma zu entkommen. Die Umbenennung trat 1924 in Kraft. Am Charakter des Nachtlebens der Stadt änderte sich nichts Wesentliches. Die Namensgebung erfolgte in Anlehnung an den Little Calumet River sowie den Grand Calumet River. „Calumet“ ist ein ursprünglich franko-kanadisches Wort für die indianische Friedenspfeife.

### Calumet City als weiße Arbeiterstadt mit Vergnügungsviertel (1924–1974)
1930 befanden sich in Calumet City mehr als hundert lizenzierte und offiziell alkoholfreie Bars („soft drink parlors“), in denen regelmäßig Alkohol verkauft wurde. Dazu kamen viele illegale Bars und Kneipen („speakeasy“), deren Anzahl jedes Mal stieg, wenn in einer Kampagne eine Anzahl lizenzierter Bars wegen Verstößen gegen die Prohibitionsgesetze geschlossen wurden. Mit dem Ende der Prohibition 1933 veränderte sich die Art der Bars auf dem Strip, nicht jedoch die Kontrolle durch das organisierte Verbrechen. Nachdem der Verkauf von Bier und Branntwein wieder legal war, waren keine exorbitanten Profite mehr durch Schmuggel und Vertriebskontrolle zu erzielen. Die Mafia verlegte ihre Aktivitäten in Calumet City auf Striptease, Prostitution und illegales Glücksspiel.
Während der Depression und besonders im Wirtschaftsboom der fieberhaften Aufrüstung Anfang der 1940er Jahre blieb Calumet City das „Sündenparadies“ für die Arbeiter der umliegenden Stahlwerke, Rüstungsbetriebe und Schlachthöfe. 1941 zählte das Life Magazine in einem sensationslüsternen Porträt 308 Bars und Nachtklubs in Calumet City, was mit einer Bar pro 46 Einwohnern die höchste Quote in den USA sei. Wer in Calumet City ausging, der „beginnt um 22:00 an der State Line Avenue, und trinkt sich dann Richtung Westen weiter, immer im Zickzack von Club zu Club, gibt in jedem Club 50 Cent bis $1 aus, glotzt dabei ein halbes Dutzend Striptease-Girls an, und ist dann um 05:00 Uhr früh fertig, übernächtigt und pleite“. Die Fotos zur Story machte im Dezember 1940 Robert Capa, der dem nächtlichen Treiben erkennbar Sympathie entgegenbrachte. Der schnelle Wechsel von Club zu Club („club hopping“) war so verbreitet, dass die meisten Gäste auf den Fotos noch nicht einmal ihre Wintermäntel ablegten.
Eine der bekanntesten Adressen des „Strip“ war der Owl Club an der Ecke von Douglas und Plummer Avenue, der von Tony Accardo und seinen Partnern vom Chicago Outfit als nicht-lizenziertes Kasino betrieben wurde, komplett mit eigens geprägten Chips. Accardo gab von 1940 bis 1955 persönliche Einnahmen von $1,1 Mio. allein aus dem Owl Club an. Während Anfang der 1960er Jahre das illegale Glücksspiel aus Chicago weitgehend verdrängt war, hielt es sich in Cicero und Calumet City, da an diesen Orten die Strafverfolgungsbehörden im Vergleich zu Chicago „schwach, unerfahren und leicht korrumpierbar“ waren. Bekannte Striptease-Clubs waren der 21 Club, Play House und Show Club. Hier traten auch bekannte Tänzerinnen wie Gypsy Rose Lee oder Tura Satana mit einem gewissen künstlerischen Anspruch auf, was in Verbindung mit Bühnenunterhaltung als „burlesque“ oder „exotic dancing“ angekündigt wurde.
In den 1940er Jahren wurde in den Clubs von Calumet City Live-Musik gespielt, dort traten als Headliner u. a. Louis Armstrong, Dizzy Gillespie, Tommy Dorsey und Eartha Kitt auf. Gespielt wurde primär Jazz und Swing. Musiker aus Chicago kamen manchmal am späten Abend – nach dem Ende ihrer Downtown-Shows – nach Calumet City, um noch etwas dazuzuverdienen: in den Striptease-Clubs lief bis 5 Uhr morgens Live-Musik. Sun Ra und Von Freeman spielten häufig hier. Noch in der Nachkriegszeit war es per Jim-Crow-Gesetzen Schwarzen verboten, weiße Frauen nackt zu sehen. Sun Ra musste deshalb 1951 in Striptease-Lokalen von „Sin City“ mit seiner schwarzen Band hinter einem Vorhang spielen.

1963 öffnete Elizabeth E. Tocci in Calumet City den Club 307, eine Bar für lesbische und schwule Menschen und die erste offen lesbische Bar überhaupt in Chicagoland. Lost & Found auf der Northside öffnete erst zwei Jahre später. Chicago war vor Stonewall (1969) und bis in die 1970er Jahre hinein kein guter Ort für offen schwul und lesbisch lebende Menschen. Zwar waren in Illinois als einem der ersten Bundesstaaten private, gleichgeschlechtliche, sexuelle Beziehungen zwischen Erwachsenen in gegenseitigem Einvernehmen 1961 dekriminalisiert worden, doch war „öffentliches obszönes Verhalten“ („public lewd behavior“) und Cross-Dressing („wearing clothing of the opposite sex with the intent to conceal his or her sex“) in Chicago per Gemeindeverordnung unter Strafe gestellt. Mittels dieser Verordnungen kriminalisierte das Chicago Police Department noch 1974 öffentlich gelebte Homosexualität. Tausende von schwulen und lesbischen Menschen wurden in Razzien festgenommen; Frauen in lesbischen Bars galten als „Cross-Dresser“, wenn sie Hosen mit Reißverschluss vorn statt seitlich oder hinten trugen; wurden verhaftet und von der Polizei „zum Beweis“ mit entblößten Geschlechtsteilen fotografiert. Jeweils zu Wahlkampfzeiten wurden schwule und lesbische Bars in Chicago unter Druck gesetzt; das galt in Calumet City nicht. 1971 startete Tocci in Calumet City an der 155th Street Ecke Wentworth Avenue mit ähnlichem Konzept The Patch, die sie als offen lesbische Barbesitzerin bis 1998 selbst betrieb. Elizabeth E. Tocci (1935–2010) wurde sechs Jahre vor ihrem Tod in die Chicago Gay and Lesbian Hall of Fame aufgenommen. 1972 ließ der neugewählte Bürgermeister Stefaniak als Teil seines Wahlprogramms eine Reihe von Bars auf dem Strip schließen, darunter auch schwule Bars. Doch wenige Monate später eröffneten an deren Stelle neue Bars. Die Autoren eines Ratgebers für schwule und lesbische Jugendliche fassten die Bedeutung von Calumet City für schwule und lesbische Menschen in Chicago so zusammen:

„Calumet City […] bleibt eine Oase von Gay-Bars direkt hinter der Stadtgrenze. Über viele Jahre hinweg haben die Bürgermeister von Chicago im Wahlkampf-Kreuzzug sittlich anstößige Einrichtungen geschlossen. Nicht so im korrupten, kleinen Calumet City; direkt hinter der Stadtgrenze.“

1972 machte eine Schülerin den Vorschlag, einen großen Wasserturm aus Beton mit einem Smiley zu bemalen. 1973 wurde der Turm hellgelb bemalt, mit je einem Smiley-Gesicht am Wasserbehälter in Richtung Westen und Osten. Nachdem die Chicago Bridge and Iron Company einen weiteren Wasserturm errichtete, erhielt auch dieser die Smiley-Bemalung, diesmal mit einer Fliege am „Hals“, um den zweiten Wasserturm als „männlich“ zu kennzeichnen. Die beiden Wassertürme wurden nun „Mr. und Ms. Smiley“ genannt und entwickelten sich zum Maskottchen der Stadt.
Von November 1973 bis März 1975 befand sich die USA in einer Rezession, zu deren Auslöser der Zusammenbruch des Bretton-Woods-Systems und die Ölkrise gehörten. Zu diesem Zeitpunkt war die arbeitende Bevölkerung von Calumet City ganz überwiegend in der Stahlindustrie beschäftigt, wo es infolge von jahrzehntelanger gewerkschaftlicher Organisation gut bezahlte Arbeit auch für ungelernte Arbeiter gab. Die wichtigsten Arbeitgeber für Calumet City waren Wisconsin Steel und die South Works von US Steel an der Mündung des Calumet River. In den South Works allein waren Ende der 1960er Jahre 20.000 Menschen beschäftigt. Ab 1973 begann US Steel mit der Verkleinerung der Belegschaft, die bis 1980 auf 10.000 reduziert wurde.

### „Section 8“ und der Wandel der Bevölkerungszusammensetzung (1975–1992)

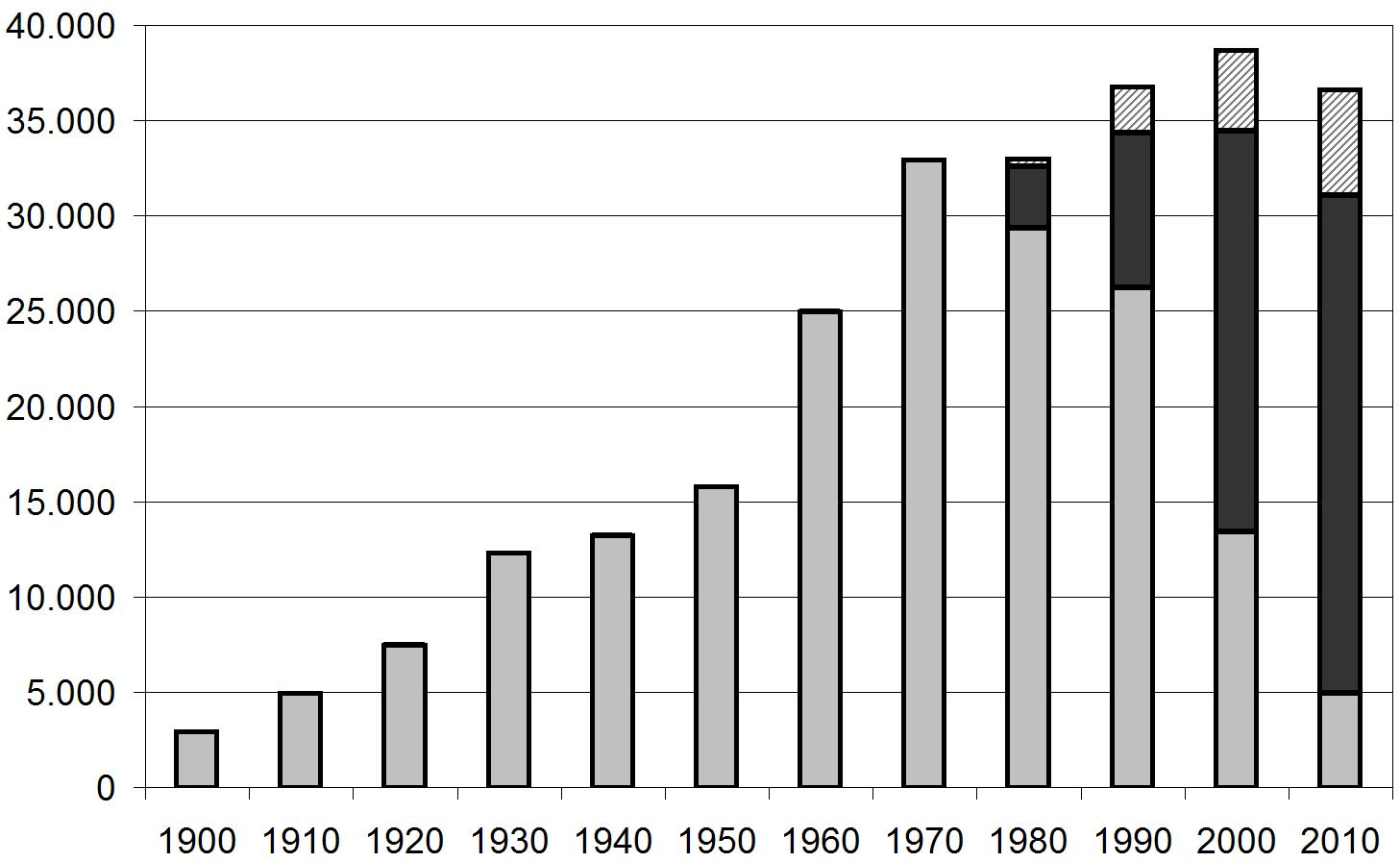
Bevölkerungsentwicklung von Calumet City nach „race“, 1900–2010 (Heller Balken: „white“ & „non-hispanic“, dunkler Balken: „black“, schraffierter Balken: „hispanic“)

1975 wurde in Illinois ein Wohngeld-Gesetz zur Unterstützung von Menschen mit geringem Einkommen eingeführt, das vor allem den schwarzen Bewohnern von Slums und sozialen Brennpunkten zugutekommen sollte. Daneben sollte das Gesetz die faktische Segregation vermindern. Das Gesetz und die Fördergelder werden nach dem entsprechenden Abschnitt im United States Code meist kurz „Section 8“ genannt. Kernstück des Programmes ist seit den 1980er Jahren nicht mehr die Errichtung von großen Wohnanlagen für Menschen mit geringem Einkommen, sondern die soziale Mischung, welche durch ein Gutscheinprogramm erreicht werden sollte. Das hatte in Chicago wie andernorts den Effekt, dass Gutscheinempfänger aus sozialen Brennpunkten in der Innenstadt in umliegende Vororte mit geringen Mieten zogen und sich dort erneut konzentrierten. In Chicago lebten 1992 bereits 65 Prozent aller Empfänger der Section-8-Gutscheine in nur 14 südlichen Vororten: Blue Island, Calumet City, Chicago Heights, Dolton, Ford Heights, Harvey, Lynwood, Markham, Matteson, Park Forest, Richton Park, Riverdale, Robbins und Sauk Village. Da die Mehrzahl der Gutscheinempfänger und 90 Prozent der Familien, die Gutscheine empfingen, schwarz waren, änderte sich so auch die Zusammensetzung der Bewohner von Calumet City.
Die Stahlfabrik von Wisconsin Steel, die 1977 im Zeichen der Stahlkrise von International Harvester an Envirodyne verkauft, wurde am 28. März 1980 nach Schichtende abrupt geschlossen. 3000 Arbeiter verloren ihren gutbezahlten Arbeitsplatz, daran änderten auch Streiks nichts. Diesem symbolischen Tag folgten ähnliche Ereignisse, die das Gebiet endgültig zu einem Teil des Rust Belt machten. Bis Mitte der 1980er Jahre war die Stahlindustrie der Chicago-Southeast Side nur noch ein Schatten ihrer früheren Stärke. Am 10. April 1992 wurden auch die South Works von US Steel nach einem langen Niedergang komplett geschlossen.
1989 kam Richard M. Daley in das Amt des Bürgermeisters von Chicago. Teil seines politischen Vorhabens war es, die South Side von Chicago und andere soziale Brennpunkte der Stadt, die von schwarzen Ghettos in sozialen Wohnungsbauten („the projects“) geprägt waren, zu verändern. Durch den Abriss von besonders in Verruf geratenen Wohnprojekten durch den „Plan for Transformation“ der Chicago Housing Authority und durch die Gentrifizierung wurden so Teile der schwarzen Wohnbevölkerung aus der Innenstadt verdrängt. Zwischen 2000 und 2009 fiel so die schwarze Bevölkerung in Chicago um elf Prozent. Die verdrängte schwarze Bevölkerung verließ die Metropolregion Chicago zu Teilen ganz und zog ansonsten primär in ältere Suburbs von Chicago, die dem südlichen Innenring von Vorstädten angehören, um. Das betraf neben Calumet City vor allem Matteson, Lansing, Park Forest und Richton Park. Der Anteil der schwarzen Bevölkerung in Calumet City stieg von 6 Prozent 1980 auf 54 Prozent 2000 und auf 71 Prozent 2010. Gleichzeitig fiel das durchschnittliche Haushaltseinkommen.
De facto wurden die Ziele von „Section 8“ nur teilweise erreicht. Zwar ist die Wohn- und Lebensqualität selbst in sozial schwachen Vororten wie Calumet City immer noch besser, als sie in Hochhaus-„Ghettos“ wie dem inzwischen abgerissenen Cabrini-Green je war. Jedoch hat die Umverteilung von sozial schwachen Schwarzen nicht zu einer Durchmischung geführt, sondern die Segregation nur in einer neuen geografischen Konstellation fortgesetzt. Dazu kamen Probleme wie die Zunahme von Verbrechen, vor allem Drogen- und Gangkriminalität, eine abnehmende Qualität des Schulsystems und ein Rückgang der Steuerbasis der Gemeinde. Zusammen führten diese Probleme dazu, dass die ehemals polnisch-, italienisch und irischstämmige Wohnbevölkerung Calumet City zu großen Teilen verlassen hat. Dieser selbstverstärkende Prozess („white flight“) hat die weiße Bevölkerung von Calumet City bis 2010 zu einer Minderheit gemacht.

### Vom Ende des „Strip“ bis heute (seit 1993)

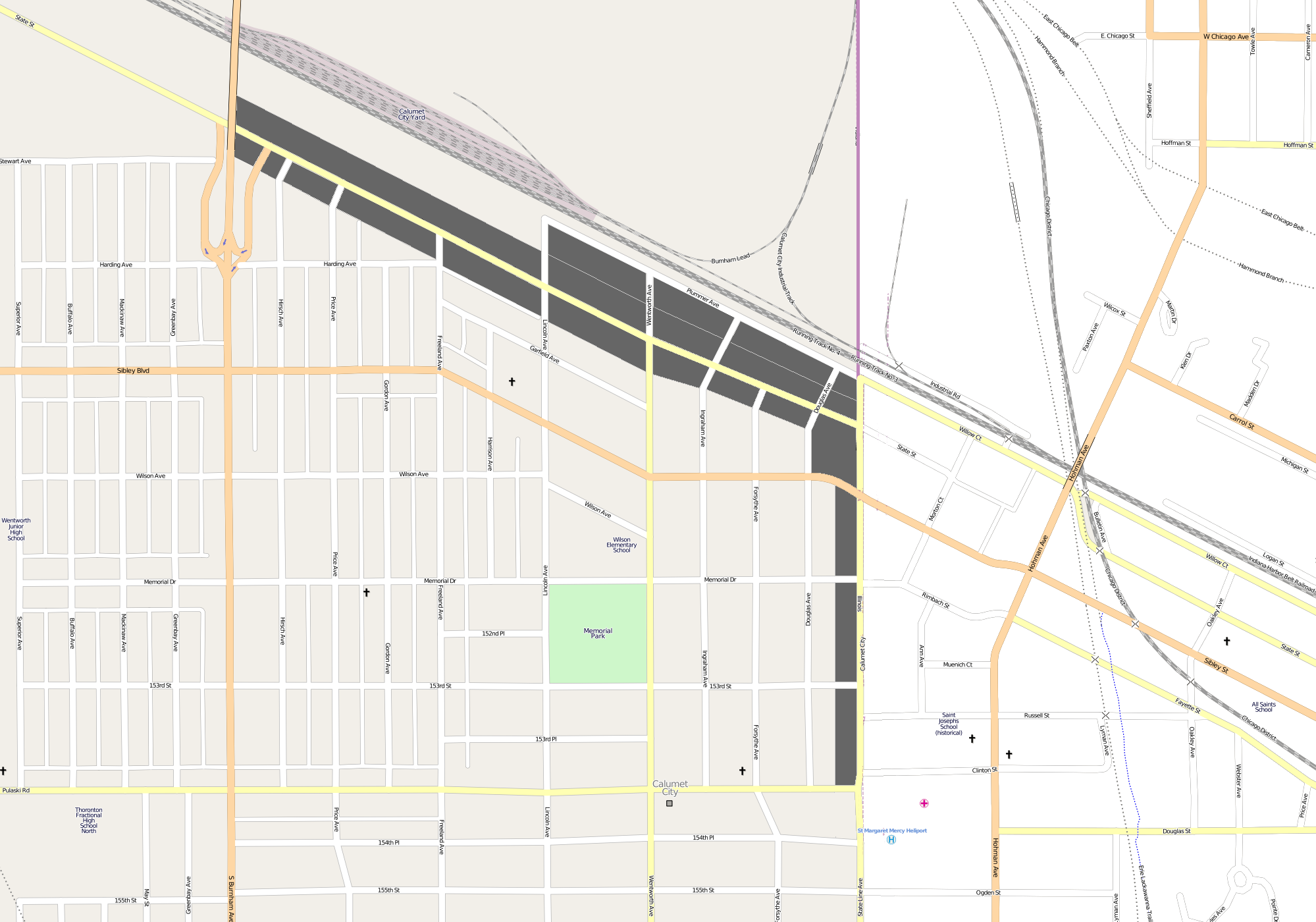
Dunkelgrau: Abgerissene Blöcke des „Sin Strip“ entlang State Street und Stateline Road (1995)

1993 wurde der damals 30-jährige Jerry Genova zum Bürgermeister gewählt. Eines seiner Wahlversprechen war es, das Rotlichtviertel um State Street „zu säubern“. Dazu erklärte die Stadt 1995 fünf Blöcke der State Street und der parallel verlaufenden Plummer Avenue bis zur Burnham Bridge sowie vier Blöcke der Stateline Road, welche die Grenze zu Indiana bildet, bis hinunter zur Pulaski Road zu abbruchreifen Elendsgebieten. Die Besitzer mussten ihre Grundstücke am „Sin Strip“ an die Stadt verkaufen, Rechtsgrundlage war das Enteignungsgesetz des Bundesstaates Illinois („law of eminent domain“), wobei als öffentlicher Nutzen die Sicherheit und Ordnung vorgebracht wurde. In dem Gebiet gab es bereits eine Reihe von leerstehenden Grundstücken und vernachlässigten Häusern, in denen Obdachlose Unterkunft suchten und Drogenhandel stattfand. Die von der Stadt zu leistenden Entschädigungszahlungen an die Besitzer stammten aus einer zweckgebundenen Anleihe über 15 Millionen, die über Steuerzahlungen von dort neu anzusiedelnden Gewerbebetrieben und Zuwachs an Grundstückswert rückgezahlt werden sollte. Dazu wurde das Gebiet zum TIF-Gebiet (TIF = Tax Increment Financing) erklärt.
Die Kriminalitätsrate in Calumet City lag 2008 bei 84 Verbrechen je 1000 Einwohnern pro Jahr. Für diese Statistik zählten dabei nur die der Polizei gemeldeten Tötungsdelikte, Sexualverbrechen mit Gewaltanwendung, schwere Körperverletzung, Einbruch, Raub, schwerer Diebstahl und Autodiebstahl sowie Brandstiftung. Die Kriminalitätsrate von Calumet City war damit 2008 die höchste aller Städte und Gemeinden im Gebiet von Nordwest-Indiana und den südlichen Vororten Chicagos. Diese „Spitzenstellung“ hat die Stadt allerdings nicht bei den reinen Gewaltverbrechen inne, sie beruht primär auf Eigentumsdelikten. Während die Kriminalitätsrate in Calumet City seit Ende der 1990er Jahre stagnierte bzw. leicht fiel, hat sich die Art der Gewaltverbrechen gewandelt: in der Vergangenheit überwogen häusliche Gewalt und Raub, heute werden die Tötungsdelikte vor allem im Zusammenhang mit Gangs begangen. Diese Art der Gewalt ist sichtbarer und trägt insofern zum schlechten Image von Calumet City, Chicago Heights, East Chicago, Gary und Hammond bei.

## Politik und Verwaltung
Calumet City ist heute in sieben Wahlbezirke („wards“) eingeteilt. Die Grenze zu Indiana bilden im Osten der Stadt von Norden nach Süden der erste, fünfte und sechste Ward. Im Norden der Stadt liegen neben dem ersten noch der zweite und dritte Ward. Der siebte Ward liegt im Süden und enthält auch das Stadtzentrum, während der vierte Ward im Osten liegt.

### Bürgermeister
Vor der Umwandlung in eine City trugen die Bürgermeister den Titel „village president“, danach „mayor“. Bürgermeister der Stadt waren u. a.:
- 1893–1907: John Hessler; erster Bürgermeister nach Gründung von West Hammond
- 1907–1909: Jacob Czaszewicz; erster Bürgermeister polnischer Herkunft
- 1909–1911: John Hessler
- 1912–1914: Konstantine Woczszynski
- 1915–1925: Paul M. Kamradt; Großvater mütterlicherseits von Robert Stefaniak[52]
- 1925–1935: John W. Jaranowski (Republicans); Schwiegervater von Stanley E. Bejger.[53]
- 1935–1941: William F. Zick (Democrats)[53]
- 1941–1945: John W. Jaranowski (Republicans)[53]
- 1945–1953: Frank L. Kaminski[54]
- 1954–1960: Stanley E. Bejger
- 1961–1972: Joseph W. Nowak; brachte 1966 die Mall River Oaks in die Stadt und versuchte mit der Ernennung von Casimir Linkiewicz zum Polizeichef das Rotlichtviertel zurückzudrängen.[55] Musste das Bürgermeisteramt niederlegen, weil er 1970 wegen Betrugs und Urkundenfälschung verurteilt wurde, die er als Anwalt für seinen Mandanten, eine Sparkasse, gegenüber der Federal Savings and Loan Insurance Corporation (heute FDIC) begangen hatte.[56]
- 1972–1993: Robert Stefaniak (Democrats); trat nach fünf Amtsperioden von je vier Jahren nicht wieder zur Wahl an.[57] 1988 wurde Robert Stefaniak durch Alderman Greg Skubisz vorgeworfen, über Jahre lukrative Aufträge der Stadt ohne Ausschreibung an seinen Bruder Thomas Stefaniak bzw. an den demokratischen Bundesstaats-Abgeordneten Frank Giglio vergeben zu haben.[58]
- 1993–2003: Jerry Genova (Democrats); beendete durch Zwangsverkauf und Abriss das Rotlichtviertel um State Street, wurde 2001 der Korruption schuldig befunden[59] und im Folgejahr zu fünf Jahren Haft verurteilt.[60]
- Seit 2003: Michelle Qualkinbush (Democrats); nach erfolgreicher Anfechtung der Wahl von Greg Skubisz 2003.[61]

### Kongress- und Präsidentenwahlen
Calumet City gehört dem 2. Kongresswahlbezirk von Illinois an, der sich fest in der Hand der Demokratischen Partei befindet. In diesem Kongresswahlbezirk ist seit 1951 kein republikanischer Kongressabgeordneter mehr gewählt worden. Seit 1995 wird der Bezirk, und damit Calumet City, durch Jesse Jackson, Jr. im Repräsentantenhaus vertreten. Jackson erhielt bei der Kongresswahl 2008 in Calumet City gut 97 % der Stimmen. Zum selben Wahltermin entfielen in Calumet City gut 91 % der Stimmen zur Präsidentschaftswahl auf Barack Obama.

## Wirtschaft und Infrastruktur

### Wirtschaft

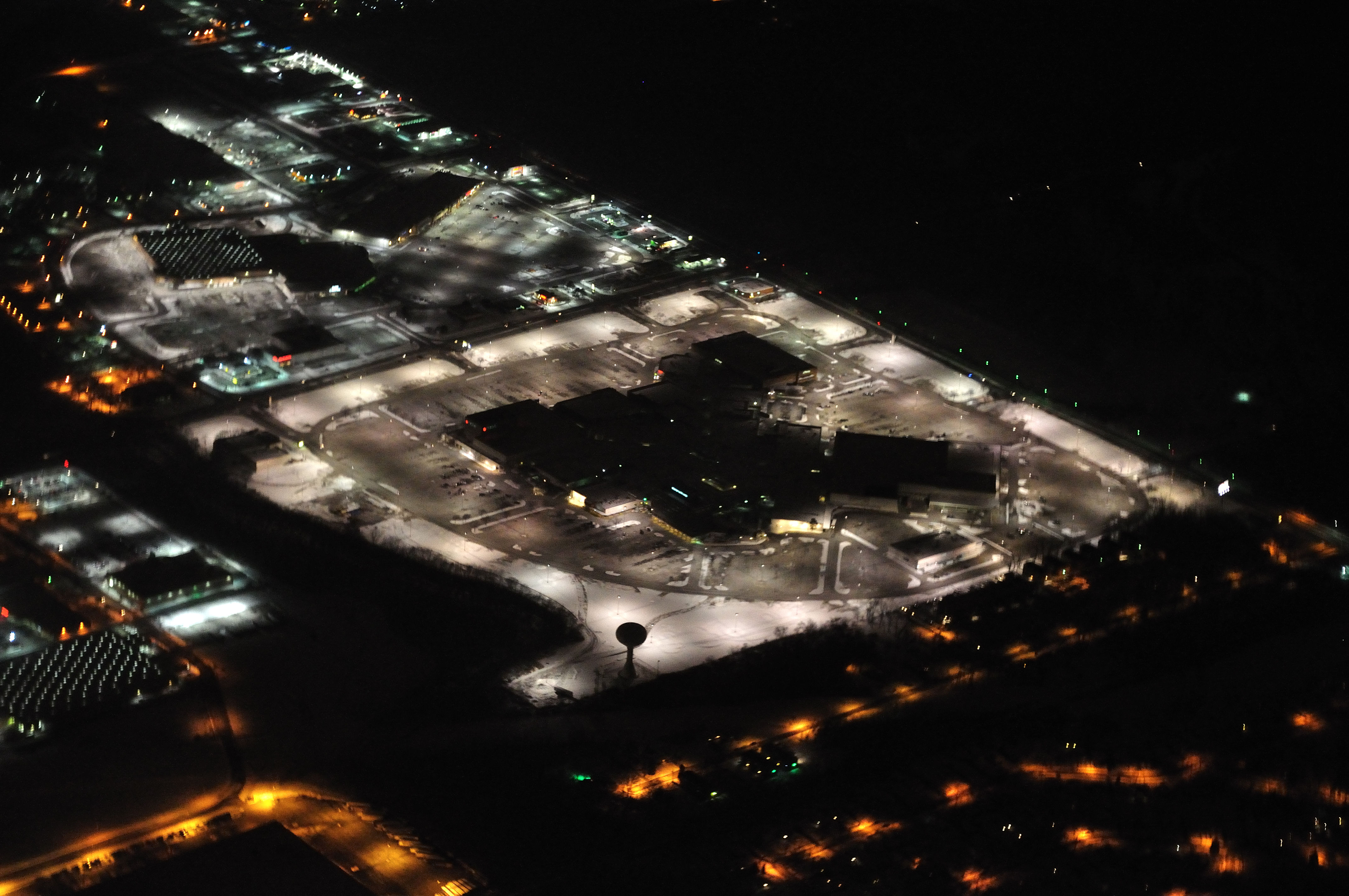
River Oaks Shopping Center

Calumet City war seit seiner Gründung eine Arbeiterstadt, besaß jedoch selbst zu keinem Zeitpunkt große Standorte des produzierenden Gewerbes. Stattdessen wohnten hier Arbeiter polnischer, deutscher, italienischer und irischer Abstammung, die in den Schlachthöfen Hammonds und Chicagos oder in den Stahlwerken am Ufer des Lake Michigan arbeiteten. Mit dem industriellen Niedergang seit den 1980er Jahren nahm diese Beschäftigung ab. Die Einwohner von Calumet City, die einer bezahlten Arbeit nachgehen, sind heute im Einzelhandel, Hotel- und Gastgewerbe, der örtlichen Verwaltung sowie im Gesundheitswesen beschäftigt. Die größten Arbeitgeber der Stadt sind die zwei Kaufhäuser Marshall Field und J. C. Penney, beide „anchor stores“ in der River Oaks Mall.
Das Durchschnittseinkommen pro Einwohner lag 2009 bei 20.339 USD, das ist fast 30 % weniger als das Durchschnittseinkommen in Illinois.
1966 wurde an der U.S. Route 6 das River Oaks Shopping Center eröffnet. Die Investitionssumme belief sich auf 35 Mio. USD, anfangs gab es 80 Läden in der Mall. Anfang der 1990er Jahre wurde die Mall renoviert, wobei das innere Gelände überdacht wurde. Heute wird das River Oaks Center von Simon Property betrieben.

### Verkehr

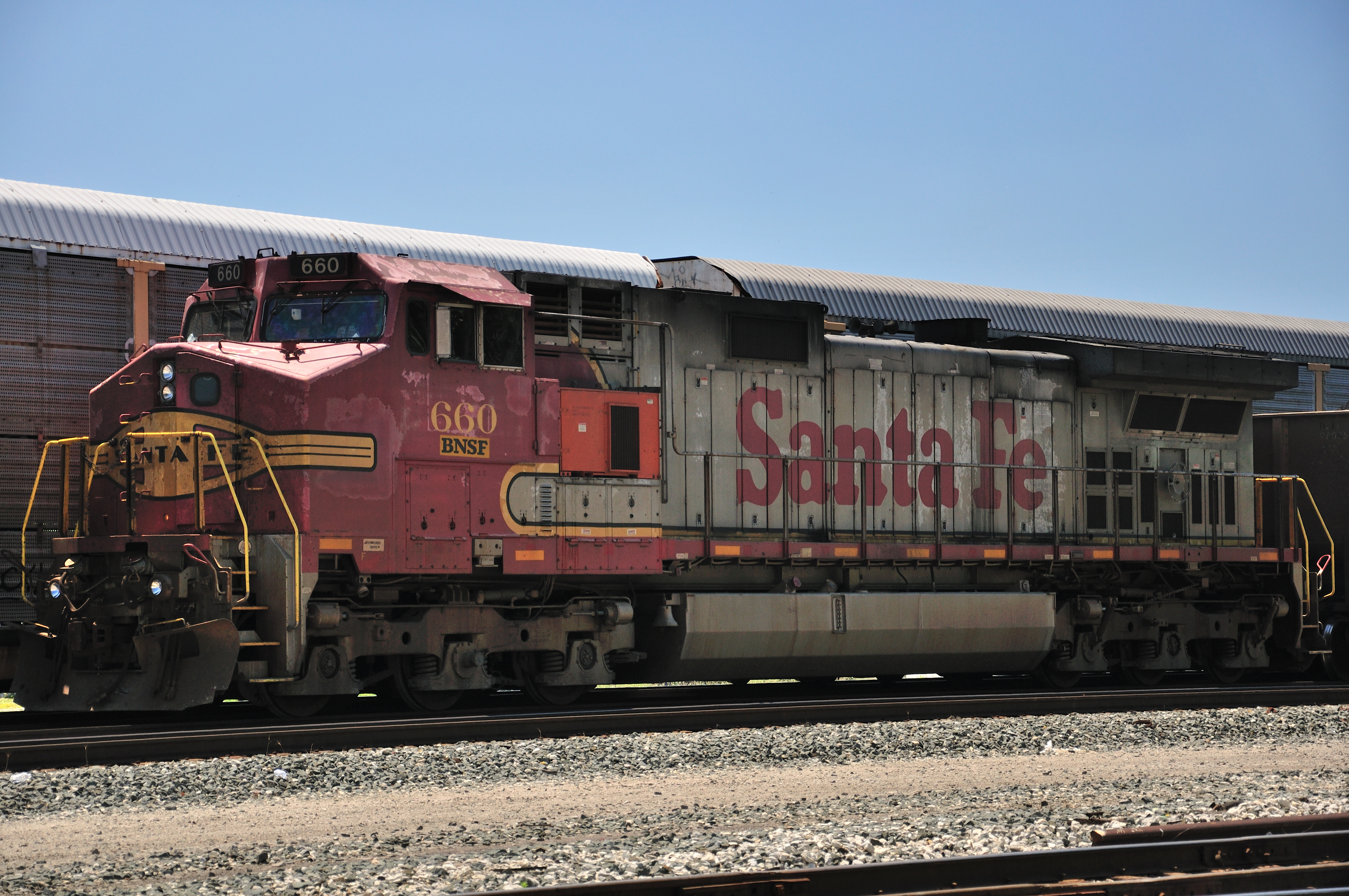
Eine Lokomotive der BNSF auf dem Gleis der Indiana Harbor Belt in Calumet City

Die Stadt ist von großen Interstate-Highways umgeben: Im Westen und Süden führt die I-94 vorbei, im Osten ist es die I-90.
Calumet City wird von fünf Pace-Buslinien bedient, die meisten davon halten zumindest an der River Oaks Mall. Mit diesen Bussen ist die METRA zu erreichen, entweder die South Shore Line (Station Hegewisch) oder die Main Line (Station Harvey). Die Fahrtzeit mit Bus und METRA von Calumet City (River Oaks Drive / Wentworth Avenue) bis zur METRA-Endstation Millennium Station beträgt ungefähr eine Stunde.
An der nördlichen Stadtgrenze liegen die Umgehungsbahnen der Indiana Harbor Belt Railroad (IHB) und der Baltimore and Ohio Chicago Terminal (heute CSX). Die Strecken dienen unter anderem dem Transport von flüssigem Eisen von und zu den Eisenwerken von ArcelorMittal. Der Rangierbahnhof Calumet Yard an der Strecke der IHB wurde aufgelassen. In Calumet City wird eine Dispatcherzentrale für die Strecken der CSX und der IHB betrieben.
Durch das Stadtgebiet im Südwesten führte die in den 1860er Jahren errichtete und inzwischen stillgelegte Hauptstrecke der Pennsylvania Railroad vom Abzweig Maynard in nordwestliche Richtung nach Dolton und weiter zur Chicago Union Station. Nach Norden vom Abzweig Bernice zum Abzweig Calumet Park verlief quer durch die Stadt die in den 1880er Jahren errichtete Strecke der South Chicago and Southern Railroad (später Pennsylvania Railroad). Vom Bereich Calumet Park (Louisville Junction) nach Südosten und dann nach Osten führte ab den 1900er Jahren eine heute stillgelegte Strecke der Chesapeake and Ohio Railway.

### Medien
Calumet City besitzt keine eigene Tageszeitung mehr. Wichtigste Lokalzeitung ist die Hammond-Ausgabe der Times of Northwest Indiana (früher Lake County Times), meist NWI Times oder nur „The Times“ abgekürzt. Auch die beiden großen Tageszeitungen aus Chicago, Chicago Tribune und Chicago Sun-Times, besitzen Ausgaben für die Region.
Die Calumet City Times war eine Lokalzeitung mit Mantelseiten von der Lake County Times. Der Verlag stellte diese Lokalzeitung 1933 infolge der Depression ein. Zeitungen aus Hammond dominierten vom Ende des 19. Jahrhunderts bis in die 1950er Jahre den Medienmarkt von Calumet City und den umgebenden Orten, da Hammond das wichtigste Einkaufszentrum der Region war; mit der Bahn leichter zu erreichen als Chicago. Entsprechend platzierten die Einzelhändler ihre Anzeigenbudgets in Hammond und echte Lokalzeitungen konnten außerhalb ökonomisch nicht bestehen. Durch Fernsehwerbung, die zunehmende Motorisierung und das Aufkommen von Malls und landesweiten Ladenketten verschwand diese Dominanz dann.
Über Kabel sind regionale Fernsehstationen aus Chicago zu empfangen, die zu den großen Networks wie NBC, ABC und FOX gehören und deren Mantelprogramme ausstrahlen. Über UKW sind ungefähr dreißig regionale wie überregionale Radiostationen verschiedener Genres zu empfangen. In Calumet City selbst gibt es weder Fernsehstationen noch Radiosender. Eine nicht-kommerzielle Alternative bietet das NPR-Network mit den Stationen WBEW aus Chesterton bzw. WBEZ aus Chicago.

### Bildung

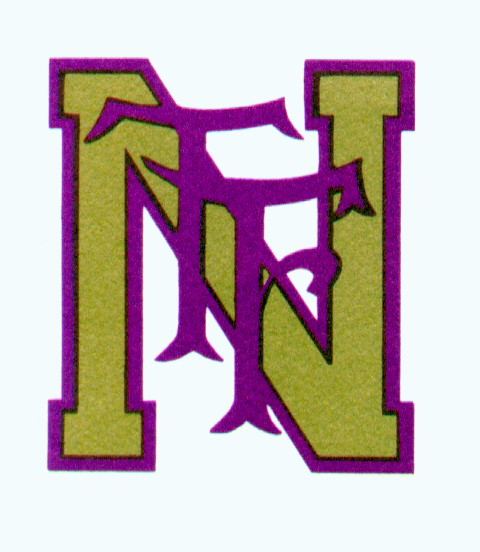
Logo der Thornton Fractional North Highschool, einzige Highschool auf dem Stadtgebiet

Das Stadtgebiet wird von den vier Grundschulbezirken Calumet City (S.D. 155), Dolton (S.D. 149), Hoover-Schrum Memorial (S.D. 157) und Lincoln Elementary (S.D. 156) abgedeckt. In diesen Grundschulbezirken sind für Stadtbewohner sechs staatliche Grundschulen und vier staatliche Mittelschulen zuständig. Für Calumet City sind zwei staatliche Highschools zuständig. Die Thornton Fractional North Highschool befindet sich in Calumet City selbst, während die Thornwood High School im angrenzenden South Holland liegt. Die Einzugsgebiete der beiden Highschools sind durch die Torrence Avenue voneinander abgegrenzt: östlich davon bis zur Bundesstaatsgrenze ist die Thornton Fractional North zuständig, westlich davon die Thornwood High. Die Thornton Fractional North wurde 1926 gegründet und hat über 1700 Schüler in vier Klassenstufen. Die Leistungen der Schüler in Lesen und in Mathematik in den staatlichen Schulen des Schulbezirks Thornton Fractional lagen 2009 deutlich unter den Mindestanforderungen. 2007 wurden außerhalb des Schulgeländes binnen einer Woche zwei Schüler der Thornton Fractional North Highschool durch Gangmitglieder erschossen.
Die Adresse einer Familie bestimmt eindeutig, an welche Grundschule, Mittelschule und Highschool die Kinder gehen; eine Wahlmöglichkeit besteht innerhalb des öffentlichen Schulsektors nicht. Neben den staatlichen Schulen gibt es private Schulen bis zum Highschool-Abschluss, die teils unabhängig vom Wohnort gewählt werden können, aber Schulgeld in erheblicher Höhe kosten. In Calumet City selbst gibt es zwei katholische Privatschulen, die bis zum Junior High-Abschluss (8. Klasse) führen. Private Highschools gibt es nur in angrenzenden Städten mit höherem Durchschnittseinkommen. 84 % der Stadtbewohner älter als 25 Jahre hatten 2009 einen Highschool-Abschluss erreicht, das entspricht knapp dem Durchschnitt von Illinois.
Die einzige Hochschule auf dem Stadtgebiet ist eine von landesweit 17 Niederlassungen des Westwood College, ein mit Gewinnabsicht betriebenes Privat-College. Diese bietet ausschließlich berufsvorbereitende Abschlüsse an. 2012 wurde das Westwood College vom Generalstaatsanwalt des Bundesstaates Illinois wegen Betrugs verklagt. Das College biete einen Studiengang „Criminal Justice“ an und vermarkte diesen als Ausbildungsgang zur Erlangung einer Anstellung bei der Polizei. Da aber das Westwood College von der Illinois State Police nicht akkreditiert ist, hätten Studenten nach Erlangung des Diploms außer Tuition-Schulden von mehreren zehntausend Dollar wenig vorzuweisen. 2009 hatten 15 % der Stadtbewohner einen Bachelor-Abschluss oder höher, das ist knapp die Hälfte des Anteils der Bewohner von Illinois, die im selben Jahr einen solchen Hochschulabschluss vorzuweisen hatten.

## Persönlichkeiten, die vor Ort gewirkt haben
- Virginia Brooks (1886–1929), Frauenrechtlerin und Autorin
- James V. Buckley (1894–1954), Politiker
- DJ Rashad (1979–2014), DJ, Musiker und Musikproduzent